# Hancock (Michigan)
Hancock – miasto w Stanach Zjednoczonych, w stanie Michigan, w hrabstwie Houghton.